# Gran Premio di superbike di Magny-Cours 2016
Il Gran Premio di Superbike di Magny-Cours 2016 è stata l'undicesima prova su tredici del campionato mondiale Superbike 2016, è stato disputato il 1 e 2 ottobre sul circuito di Magny-Cours e in gara 1 ha visto la vittoria di Chaz Davies davanti a Michael van der Mark e Tom Sykes, lo stesso pilota si è ripetuto anche in gara 2, davanti a Jonathan Rea e Tom Sykes.
La vittoria nella gara valevole per il campionato mondiale Supersport 2016 è stata ottenuta da Jules Cluzel.

## Risultati

### Gara 1

#### Arrivati al traguardo
| Pos. | Nº | Pilota               | Squadra                  | Motocicletta       | Giri | Tempo     | Griglia | Punti |
| ---- | -- | -------------------- | ------------------------ | ------------------ | ---- | --------- | ------- | ----- |
| 1º   | 7  | Chaz Davies          | Aruba.it Racing - Ducati | Ducati Panigale R  | 21   | 38'51.932 | 3º      | 25    |
| 2º   | 60 | Michael van der Mark | Honda World Superbike    | Honda CBR1000RR SP | 21   | +9.871    | 6º      | 20    |
| 3º   | 66 | Tom Sykes            | Kawasaki Racing          | Kawasaki ZX-10R    | 21   | +10.218   | 2º      | 16    |
| 4º   | 1  | Jonathan Rea         | Kawasaki Racing          | Kawasaki ZX-10R    | 21   | +18.031   | 1º      | 13    |
| 5º   | 32 | Lorenzo Savadori     | IodaRacing               | Aprilia RSV4 RF    | 21   | +19.974   | 8º      | 11    |
| 6º   | 76 | Matthieu Lagrive     | Pedercini Racing         | Kawasaki ZX-10R    | 21   | +24.661   | 9º      | 10    |
| 7º   | 2  | Leon Camier          | MV Agusta Reparto Corse  | MV Agusta 1000 F4  | 21   | +25.743   | 5º      | 9     |
| 8º   | 12 | Javier Forés         | Barni Racing             | Ducati Panigale R  | 21   | +27.409   | 10º     | 8     |
| 9º   | 50 | Sylvain Guintoli     | Pata Yamaha              | Yamaha YZF R1      | 21   | +49.455   | 4º      | 7     |
| 10º  | 15 | Alex De Angelis      | IodaRacing               | Aprilia RSV4 RF    | 21   | +52.570   | 15º     | 6     |
| 11º  | 22 | Alex Lowes           | Pata Yamaha              | Yamaha YZF R1      | 21   | +52.788   | 11º     | 5     |
| 12º  | 25 | Joshua Brookes       | Milwaukee BMW            | BMW S1000 RR       | 21   | +53.947   | 14º     | 4     |
| 13º  | 40 | Román Ramos          | Team GoEleven            | Kawasaki ZX-10R    | 21   | +54.929   | 17º     | 3     |
| 14º  | 81 | Jordi Torres         | Althea BMW Racing        | BMW S1000 RR       | 21   | +1'22.280 | 12º     | 2     |
| 15º  | 99 | Luca Scassa          | VFT Racing               | Ducati Panigale R  | 21   | +1'27.383 | 16º     | 1     |
| 16º  | 17 | Karel Abraham        | Milwaukee BMW            | BMW S1000 RR       | 20   | +1 giro   | 18º     |       |
| 17º  | 21 | Markus Reiterberger  | Althea BMW Racing        | BMW S1000 RR       | 20   | +1 giro   | 20º     |       |
| 18º  | 11 | Saeed Al Sulaiti     | Pedercini Racing         | Kawasaki ZX-10R    | 20   | +1 giro   | 26º     |       |
| 19º  | 56 | Péter Sebestyén      | Team Tóth                | Yamaha YZF R1      | 20   | +1 giro   | 21º     |       |
| 20º  | 94 | Matthieu Lussiana    | Team ASPI                | BMW S1000 RR       | 20   | +1 giro   | 19º     |       |
| 21º  | 4  | Gianluca Vizziello   | Grillini Racing          | Kawasaki ZX-10R    | 20   | +1 giro   | 23º     |       |
| 22º  | 57 | Alex Plancassagne    | 3ART                     | Yamaha YZF R1      | 19   | +2 giri   | 22º     |       |

#### Ritirati
| Nº | Pilota            | Squadra               | Motocicletta       | Giri | Griglia |
| -- | ----------------- | --------------------- | ------------------ | ---- | ------- |
| 10 | Imre Tóth         | Team Tóth             | Yamaha YZF R1      | 18   | 24º     |
| 69 | Nicky Hayden      | Honda World Superbike | Honda CBR1000RR SP | 9    | 7º      |
| 9  | Dominic Schmitter | Grillini Racing       | Kawasaki ZX-10R    | 8    | 25º     |

### Gara 2

#### Arrivati al traguardo
| Pos. | Nº | Pilota               | Squadra                  | Motocicletta       | Giri | Tempo     | Griglia | Punti |
| ---- | -- | -------------------- | ------------------------ | ------------------ | ---- | --------- | ------- | ----- |
| 1º   | 7  | Chaz Davies          | Aruba.it Racing - Ducati | Ducati Panigale R  | 21   | 34'29.197 | 3º      | 25    |
| 2º   | 1  | Jonathan Rea         | Kawasaki Racing          | Kawasaki ZX-10R    | 21   | +2.091    | 1º      | 20    |
| 3º   | 66 | Tom Sykes            | Kawasaki Racing          | Kawasaki ZX-10R    | 21   | +2.586    | 2º      | 16    |
| 4º   | 2  | Leon Camier          | MV Agusta Reparto Corse  | MV Agusta 1000 F4  | 21   | +9.154    | 5º      | 13    |
| 5º   | 60 | Michael van der Mark | Honda World Superbike    | Honda CBR1000RR SP | 21   | +11.020   | 6º      | 11    |
| 6º   | 32 | Lorenzo Savadori     | IodaRacing               | Aprilia RSV4 RF    | 21   | +16.062   | 8º      | 10    |
| 7º   | 81 | Jordi Torres         | Althea BMW Racing        | BMW S1000 RR       | 21   | +18.242   | 12º     | 9     |
| 8º   | 50 | Sylvain Guintoli     | Pata Yamaha              | Yamaha YZF R1      | 21   | +18.951   | 4º      | 8     |
| 9º   | 69 | Nicky Hayden         | Honda World Superbike    | Honda CBR1000RR SP | 21   | +19.099   | 7º      | 7     |
| 10º  | 12 | Javier Forés         | Barni Racing             | Ducati Panigale R  | 21   | +24.627   | 10º     | 6     |
| 11º  | 25 | Joshua Brookes       | Milwaukee BMW            | BMW S1000 RR       | 21   | +31.514   | 14º     | 5     |
| 12º  | 21 | Markus Reiterberger  | Althea BMW Racing        | BMW S1000 RR       | 21   | +35.665   | 20º     | 4     |
| 13º  | 40 | Román Ramos          | Team GoEleven            | Kawasaki ZX-10R    | 21   | +51.053   | 17º     | 3     |
| 14º  | 15 | Alex De Angelis      | IodaRacing               | Aprilia RSV4 RF    | 21   | +54.239   | 15º     | 2     |
| 15º  | 76 | Matthieu Lagrive     | Pedercini Racing         | Kawasaki ZX-10R    | 21   | +59.954   | 9º      | 1     |
| 16º  | 17 | Karel Abraham        | Milwaukee BMW            | BMW S1000 RR       | 21   | +1'12.959 | 18º     |       |
| 17º  | 4  | Gianluca Vizziello   | Grillini Racing          | Kawasaki ZX-10R    | 21   | +1'18.008 | 23º     |       |
| 18º  | 56 | Péter Sebestyén      | Team Tóth                | Yamaha YZF R1      | 21   | +1'19.245 | 21º     |       |
| 19º  | 22 | Alex Lowes           | Pata Yamaha              | Yamaha YZF R1      | 21   | +1'27.462 | 11º     |       |
| 20º  | 57 | Alex Plancassagne    | 3ART                     | Yamaha YZF R1      | 20   | +1 giro   | 22º     |       |
| 21º  | 10 | Imre Tóth            | Team Tóth                | Yamaha YZF R1      | 20   | +1 giro   | 24º     |       |

#### Ritirati
| Nº | Pilota            | Squadra          | Motocicletta      | Giri | Griglia |
| -- | ----------------- | ---------------- | ----------------- | ---- | ------- |
| 11 | Saeed Al Sulaiti  | Pedercini Racing | Kawasaki ZX-10R   | 13   | 26º     |
| 94 | Matthieu Lussiana | Team ASPI        | BMW S1000 RR      | 10   | 19º     |
| 99 | Luca Scassa       | VFT Racing       | Ducati Panigale R | 0    | 16º     |

### Supersport

#### Arrivati al traguardo
| Pos. | Nº  | Pilota              | Squadra                         | Motocicletta        | Giri | Tempo     | Griglia | Punti |
| ---- | --- | ------------------- | ------------------------------- | ------------------- | ---- | --------- | ------- | ----- |
| 1º   | 16  | Jules Cluzel        | MV Agusta Reparto Corse         | MV Agusta F3 675    | 19   | 32'31.738 | 5º      | 25    |
| 2º   | 66  | Niki Tuuli          | Kallio Racing                   | Yamaha YZF R6       | 19   | +0.248    | 7º      | 20    |
| 3º   | 86  | Ayrton Badovini     | Gemar Balloons - Team Lorini    | Honda CBR600RR      | 19   | +0.525    | 3º      | 16    |
| 4º   | 47  | Axel Bassani        | San Carlo Team Italia           | Kawasaki ZX-6R      | 19   | +2.232    | 10º     | 13    |
| 5º   | 21  | Randy Krummenacher  | Kawasaki Puccetti Racing        | Kawasaki ZX-6R      | 19   | +4.643    | 11º     | 11    |
| 6º   | 64  | Federico Caricasulo | Bardahl Evan Bros. Honda Racing | Honda CBR600RR      | 19   | +16.261   | 13º     | 10    |
| 7º   | 111 | Kyle Smith          | CIA Landlord Insurance Honda    | Honda CBR600RR      | 19   | +21.470   | 37º     | 9     |
| 8º   | 55  | Ilya Mikhalchik     | DS Junior                       | Kawasaki ZX-6R      | 19   | +28.259   | 6º      | 8     |
| 9º   | 87  | Lorenzo Zanetti     | MV Agusta Reparto Corse         | MV Agusta F3 675    | 19   | +30.763   | 36º     | 7     |
| 10º  | 63  | Zulfahmi Khairuddin | Orelac Racing VerdNatura        | Kawasaki ZX-6R      | 19   | +32.302   | 24º     | 6     |
| 11º  | 77  | Kyle Ryde           | Schmidt Racing                  | Kawasaki ZX-6R      | 19   | +35.340   | 27º     | 5     |
| 12º  | 38  | Hannes Soomer       | Kallio Racing                   | Yamaha YZF R6       | 19   | +37.524   | 31º     | 4     |
| 13º  | 69  | Ondřej Ježek        | Team GoEleven                   | Kawasaki ZX-6R      | 19   | +38.923   | 23º     | 3     |
| 14º  | 80  | Xavier Pinsach      | Gemar Balloons - Team Lorini    | Honda CBR600RR      | 19   | +39.177   | 21º     | 2     |
| 15º  | 81  | Luke Stapleford     | Profile Racing                  | Triumph Daytona 675 | 19   | +43.171   | 29º     | 1     |
| 16º  | 44  | Roberto Rolfo       | Factory Vamag                   | MV Agusta F3 675    | 19   | +44.020   | 26º     |       |
| 17º  | 10  | Nacho Calero        | Orelac Racing VerdNatura        | Kawasaki ZX-6R      | 19   | +44.899   | 28º     |       |
| 18º  | 23  | Cédric Tangre       | Yohann Moto Sport               | Suzuki GSX-R600     | 19   | +45.069   | 15º     |       |
| 19º  | 26  | Guillaume Antiga    | MTM / HS Kawasaki               | Kawasaki ZX-6R      | 19   | +54.271   | 18º     |       |
| 20º  | 83  | Lachlan Epis        | Response RE Racing              | Kawasaki ZX-6R      | 19   | +57.437   | 17º     |       |
| 21º  | 42  | Stéphane Frossard   | Team CMS                        | Yamaha YZF R6       | 19   | +57.583   | 25º     |       |
| 22º  | 58  | Clément Stoll       | CS Race                         | Triumph Daytona 675 | 19   | +1'01.697 | 20º     |       |
| 23º  | 183 | Peter Polesso       | TCP Racing                      | Yamaha YZF R6       | 19   | +1'02.399 | 19º     |       |
| 24º  | 35  | Stefan Hill         | CIA Landlord Insurance Honda    | Honda CBR600RR      | 19   | +1'06.788 | 32º     |       |
| 25º  | 12  | Christopher Gobbi   | VFT Racing                      | Yamaha YZF R6       | 19   | +1'11.386 | 38º     |       |
| 26º  | 6   | Davide Stirpe       | Scuderia Maranga Racing         | Kawasaki ZX-6R      | 19   | +1'14.651 | 33º     |       |
| 27º  | 78  | Hikari Ōkubo        | CIA Landlord Insurance Honda    | Honda CBR600RR      | 19   | +1'20.906 | 16º     |       |
| 28º  | 50  | Braeden Ortt        | WILSport Racedays Honda         | Honda CBR600RR      | 19   | +1'20.968 | 34º     |       |
| 29º  | 20  | Dorren Loureiro     | WILSport Racedays Honda         | Honda CBR600RR      | 19   | +1'21.373 | 35º     |       |
| 30º  | 123 | Felix Peron         | Team 23 FELIX LE Pi-LOT by ASPI | Yamaha YZF R6       | 19   | +1'29.867 | 30º     |       |

#### Ritirati
| Nº | Pilota              | Squadra                      | Motocicletta     | Giri | Griglia |
| -- | ------------------- | ---------------------------- | ---------------- | ---- | ------- |
| 11 | Christian Gamarino  | Team GoEleven                | Kawasaki ZX-6R   | 18   | 8º      |
| 71 | Christoffer Bergman | CIA Landlord Insurance Honda | Honda CBR600RR   | 17   | 14º     |
| 1  | Kenan Sofuoğlu      | Kawasaki Puccetti Racing     | Kawasaki ZX-6R   | 11   | 1º      |
| 61 | Alessandro Zaccone  | San Carlo Team Italia        | Kawasaki ZX-6R   | 9    | 9º      |
| 4  | Gino Rea            | GRT Racing                   | MV Agusta F3 675 | 8    | 4º      |
| 65 | Michael Canducci    | GRT Racing                   | MV Agusta F3 675 | 1    | 22º     |
| 2  | Patrick Jacobsen    | Honda World Supersport       | Honda CBR600RR   | 0    | 2º      |